# 岩部重雄
岩部 重雄（いわべ しげお、1890年（明治23年）11月25日 - 1973年（昭和48年）8月9日）は、大日本帝国陸軍軍人。最終階級は陸軍少将。

## 経歴
1890年（明治23年）に香川県で生まれた。陸軍士官学校第25期卒業。1939年（昭和14年）3月9日に陸軍歩兵大佐進級と同時に歩兵第70連隊長（第5軍のち第20軍・第25師団・第25歩兵団）に就任し、太平洋戦争開戦時は林口に位置した。1942年（昭和17年）2月に平壌陸軍兵事部長に転じた。
1943年（昭和18年）8月2日に陸軍少将進級と同時に第14独立守備隊長（南方軍・第16軍）に就任し、南方方面に出征。同年11月16日に第14独立守備隊は独立混成28旅団に改編され、11月24日に同旅団長に就任し、ジャワ島スラバヤで守備に当たった。
1948年（昭和23年）1月31日、公職追放仮指定を受けた。